# Big Iron
Big Iron est une ballade country de Marty Robbins, initialement publiée en tant que piste de l'album Gunfighter Ballads and Trail Songs en septembre 1959 puis comme single en février 1960. La ballade raconte l'histoire du duel d'un ranger anonyme avec un hors-la-loi appelé « Texas Red » dans la ville d'Agua Fria. La ville prédit la mort du ranger (« Texas Red » avait déjà tué 20 hommes), mais le ranger tue « Texas Red » grâce à la rapidité du « gros fer sur sa hanche » (« Big Iron on his hip »). Brisant la tradition des confrontations de l'ouest sauvage américain qui se passaient à midi, le duel commence à 11:20 du matin.
La version de Robbins de Big Iron a atteint la 26e place des charts du Billboard Hot 100 en avril 1960.
La chanson est aussi présente dans le jeu vidéo Fallout: New Vegas, ce qui redonne un second souffle de popularité au morceau, en particulier à travers des détournements à but humouristiques.  

## Dans les albums
- Gunfighter Ballads and Trail Songs (Septembre 1959), a compilation, CL 1349 - mono, CS 8158 - stereo, PC 8158
- More Greatest Hits (April 1961), CL 1635 - mono, CS 8435 - stereo, PC 8435
- Bend In The River (1968), D 445 - mono (Columbia Musical Treasuries), DS 445 - stereo
- The Heart of Marty Robbins (1969), STS 2016 (Columbia Star Series)
- All Time Greatest Hits (August 1972), CG 31361, KG 31361, C 31361
- Marty! (1972 - 5 record set), P5S 5812 (Columbia Musical Treasury)
- Streets Of Laredo, KH 32286 (Harmony, August 1973), LE 10576 (Columbia, December 1973)
- Marty Robbins' Own Favorites (1974), P 12416 (Columbia Special Products)
- Marty Robbins Gold (1975), NU 9060 (K-Tel)
- Kingfish (1976)
- All Around Cowboy (1980) P 15594
  - No. 1 Cowboy (1980), P 15594 (re-release of "All Around Cowboy")
- Marty Robbins (1981), GS 4003 (History of Country Music, Sunrise Media)
- A Lifetime Of Song 1951 - 1982 (August 1983), C2 38870
- Memories In Song (1983 - 2 record set), P2 19162 (Columbia Special Product)
- The Best Of Marty Robbins (1984), RB4-214-1
- The Essential MARTY ROBBINS:1951-1982 (1991), Sony Music Entertainment Inc C2T 48537 CT48538 CT 48539
- Michael Martin Murphey: Cowboy Songs III (Duet with Robbins with family's blessing) (1993) Warner Western 45423-2
- MARTY ROBBINS Lost and found  (1994), Sony Music Entertainment Inc CT 57695
- MARTY ROBBINS Memories In Song (1994), Sony Music Special Products Compact Disc A 19163
- MARTY ROBBINS LIVE Concert Versions Of His Greatest Hits  (1995),Pickwick Group Ltd London England 300382
- Under Western Skies  (Oct 1995), Bear Family Records, West Germany 4 CD Box Set BCD 15646
- MARTY ROBBINS Legendary Country Singers  (1995), Sony Music Special Products R989-06 PT-25142
- Story Of My Life: Best of MARTY ROBBINS  (Mar 1996), Sony Music Entertainment Inc Sony CK 64763
- Under the Influences (1999) par Mike Ness
- Big Iron (2001) par Carol Noonan
- Unearthed (2003)  par Johnny Cash
- Songs From The Mojave Wasteland (2010, bande-son du jeu Fallout: New Vegas)